# Stan Kenton Classics
| Recensione | Giudizio |
| ---------- | -------- |
| AllMusic   |          |

Stan Kenton Classics è un album di raccolta, pubblicato dalla casa discografica Capitol Records nell'ottobre del 1952.

## Tracce

### LP (H-358)
Lato A
1. Tampico – 2:42 (testo: Doris Fisher – musica: Allan Roberts) – Registrato il 4 maggio 1945 al Universal Recording Studios di Chicago, Illinois
2. Artistry in Boogie – 2:57 (musica: Pete Rugolo, Stan Kenton) – Registrato il 4 giugno 1946 al Radio Recorders di Hollywood, California
3. Southern Scandal – 3:05 (musica: Stan Kenton) – Registrato il 4 maggio 1945 al Universal Recording Studios di Chicago, Illinois
4. Machito – 2:25 (musica: Pete Rugolo) – Registrato il 31 marzo 1947 al Radio Recorders di Hollywood, California

Lato B
1. And Her Tears Flowed Like Wine – 3:07 (testo: Joe Greene – musica: Stan Kenton, Charles Lawrence) – Registrato il 20 maggio 1944 al C.P. MacGregor Studios di Hollywood, California
2. Minor Riff – 3:05 (musica: Pete Rugolo, Stan Kenton) – Registrato il 31 marzo 1947 al Radio Recorders di Hollywood, California
3. Across the Alley from the Alamo – 2:35 (Joe Greene) – Registrato il 28 febbraio 1947 al Radio Recorders di Hollywood, California
4. Unison Riff – 3:10 (musica: Pete Rugolo) – Registrato il 22 ottobre 1947 al Radio Recorders di Hollywood, California

### LP (T-358)
Lato A
1. Tampico – 2:42 (testo: Doris Fisher – musica: Allan Roberts)
2. Artistry in Boogie – 2:57 (musica: Pete Rugolo, Stan Kenton)
3. Southern Scandal – 3:05 (musica: Stan Kenton)
4. Machito – 2:25 (musica: Pete Rugolo)
5. After You – 2:59 (Seger Ellis) – Registrato il 2 gennaio 1947 al RKO-Pathé Studios di New York City, New York
6. Harlem Holiday – 2:32 (musica: Stan Kenton) – Registrato il 22 dicembre 1947 al RKO-Pathé Studios di New York City, New York

Lato B
1. And Her Tears Flowed Like Wine – 3:07 (testo: Joe Greene – musica: Stan Kenton, Charles Lawrence)
2. Minor Riff – 3:05 (musica: Pete Rugolo, Stan Kenton)
3. Across the Alley from the Alamo – 2:35 (Joe Greene)
4. Unison Riff – 3:10 (musica: Pete Rugolo)
5. There Is No Greater Love – 3:03 (testo: Marty Symes – musica: Isham Jones) – Registrato il 28 febbraio 1947 al Radio Recorders di Hollywood, California
6. How High the Moon – 2:28 (testo: Nancy Hamilton – musica: Morgan Lewis) – Registrato il 21 dicembre 1947 al RKO-Pathé Studios di New York City, New York

## Musicisti
Tampico / Southern Scandal
- Stan Kenton – piano, conduttore orchestra, arrangiamenti (brano: Southern Scandal)
- June Christy – voce (brano: Tampico)
- John Carroll – tromba
- Buddy Childers – tromba
- John Anderson – tromba
- Gene Roland – tromba, arrangiamenti (brano: Tampico)
- Mel Green – tromba
- Freddie Zito – trombone
- Milt Kabak – trombone
- Marshall Ocker – trombone
- Bart Varsalona – trombone basso
- Bob Lively – sassofono alto, clarinetto
- Boots Mussulli – sassofono alto, clarinetto
- Joe Magro – sassofono tenore, clarinetto
- Dave Madden – sassofono tenore, clarinetto
- Bob Gioga – baritono, clarinetto
- Bob Ahern – chitarra
- Max Wayne – contrabbasso
- Bob Varney – batteria [3]

Artistry in Boogie
- Stan Kenton – conduttore orchestra
- Pete Rugolo – piano, arrangiamenti
- Buddy Childers – tromba
- Ray Wetzel – tromba
- Chico Alvarez – tromba
- John Anderson – tromba
- Ken Hanna – tromba
- Kai Winding – trombone
- Miff Sines – trombone
- Milt Kabak – trombone
- Bart Varsalona – trombone basso
- Al Anthony – sassofono alto
- Boots Mussulli – sassofono alto
- Vido Musso – sassofono tenore
- Bob Cooper – sassofono tenore
- Bob Gioga – sassofono baritono
- Bob Ahern – chitarra
- Eddie Safranski – contrabbasso
- Shelly Manne – batteria[4]

Machito / Minor Riff
- Stan Kenton – piano, conduttore orchestra
- Pete Rugolo – arrangiamenti
- Buddy Childers – tromba
- Ray Wetzel – tromba
- Chico Alvarez – tromba
- John Anderson – tromba
- Ken Hanna – tromba
- Kai Winding – trombone
- Skip Layton – trombone
- Milt Bernhart – trombone
- Harry Forbes – trombone
- Bart Varsalona – trombone basso
- Eddie Meyers – sassofono alto
- Boots Mussulli – sassofono alto
- Vido Musso – sassofono tenore
- Bob Cooper – sassofono tenore
- Bob Gioga – sassofono baritono
- Bob Ahern – chitarra
- Eddie Safranski – contrabbasso
- Shelly Manne – batteria
- Ivan Lopez – bongos (brano: Machito)
- Eugenio Reyes – maracas (brano: Machito)

And Her Tears Flowed Like Wine
- Stan Kenton – piano, conduttore orchestra
- Anita O'Day – voce
- Buddy Baker – arrangiamento
- John Carroll – tromba
- Buddy Childers – tromba
- Karl George – tromba
- Dick Morse – tromba
- Bill Atkinson – trombone
- Harry Forbes – trombone
- George Faye – trombone
- Bart Varsalona – trombone basso
- Eddie Meyers – sassofono alto, clarinetto
- Chester Ball  – sassofono alto, clarinetto
- Dave Matthews – sassofono tenore, clarinetto
- Stan Getz – sassofono tenore, clarinetto
- Maurice Beeson – sassofono baritono, clarinetto
- Bob Ahern – chitarra
- Eddie Safranski – contrabbasso
- Shelly Manne – batteria
- Gene Englund – contrabbasso
- Jesse Price – batteria[5]

Across the Alley from the Alamo / There Is No Greater Love
- Stan Kenton – piano, conduttore orchestra
- June Christy – voce (brano: Across the Alley from the Alamo)
- Pete Rugolo – arrangiamenti
- Buddy Childers – tromba
- Ray Wetzel – tromba
- Chico Alvarez – tromba
- John Anderson – tromba
- Ken Hanna – tromba
- Kai Winding – trombone
- Skip Layton – trombone
- Milt Bernhart – trombone
- Harry Forbes – trombone
- Bart Varsalona – trombone basso
- Eddie Meyers – sassofono alto
- Boots Mussulli – sassofono alto
- Vido Musso – sassofono tenore
- Bob Cooper – sassofono tenore
- Bob Gioga – sassofono baritono
- Bob Ahern – chitarra
- Eddie Safranski – contrabbasso
- Shelly Manne – batteria
- The Pastels (gruppo vocale) – cori (brano: There Is No Greater Love)

Unison Riff
- Stan Kenton – piano, conduttore orchestra
- Pete Rugolo – arrangiamenti
- Buddy Childers – tromba
- Ray Wetzel – tromba
- Al Porcino – tromba
- Chico Alvarez – tromba
- Ken Hanna – tromba
- Milt Bernhart – trombone
- Eddie Bert – trombone
- Harry Betts – trombone
- Harry Forbes – trombone
- Bart Varsalona – trombone basso
- George Weidler – sassofono alto
- Art Pepper – sassofono alto
- Bob Cooper – sassofono tenore
- Warner Weidler – sassofono tenore
- Bob Gioga – sassofono baritono
- Laurindo Almeida – chitarra
- Eddie Safranski – contrabbasso
- Shelly Manne – batteria
- Jack Costanzo – bongos

After You
- Stan Kenton – piano, conduttore orchestra
- Dave Lambert (The Pastels) – arrangiamenti, voce
- Buddy Childers – tromba
- Ray Wetzel – tromba
- Chico Alvarez – tromba
- John Anderson – tromba
- Ken Hanna – tromba
- Kai Winding – trombone
- Skip Layton – trombone
- Milt Bernhart – trombone
- Harry Forbes – trombone
- Bart Varsalona – trombone basso
- Eddie Meyers – sassofono alto
- Boots Mussulli – sassofono alto
- Red Dorris – sassofono tenore
- Bob Cooper – sassofono tenore
- Bob Ahern – chitarra
- Eddie Safranski – contrabbasso
- Shelly Manne – batteria
- The Pastels (Margaret Dale, Dave Lambert, Wayne Howard, Jerry Packer, Jerry Duane) – cori

Harlem Holiday
- Stan Kenton – piano, conduttore orchestra, arrangiamenti
- Buddy Childers – tromba
- Ray Wetzel – tromba
- Al Porcino – tromba
- Chico Alvarez – tromba
- Ken Hanna – tromba
- Milt Bernhart – trombone
- Eddie Bert – trombone
- Harry Betts – trombone
- Harry Forbes – trombone
- Bart Varsalona – trombone basso
- George Weidler – sassofono alto
- Art Pepper – sassofono alto
- Bob Cooper – sassofono tenore
- Warner Weidler – sassofono tenore
- Bob Gioga – sassofono baritono
- Laurindo Almeida – chitarra
- Eddie Safranski – contrabbasso
- Shelly Manne – batteria
- Jack Costanzo – bongos

How High the Moon
- Stan Kenton – piano, conduttore orchestra
- June Christy – voce
- Neal Hefti – arrangiamenti
- Pete Rugolo – arrangiamenti
- Buddy Childers – tromba
- Ray Wetzel – tromba
- Al Porcino – tromba
- Chico Alvarez – tromba
- Ken Hanna – tromba
- Milt Bernhart – trombone
- Eddie Bert – trombone
- Harry Betts – trombone
- Harry Forbes – trombone
- Bart Varsalona – trombone basso
- George Weidler – sassofono alto
- Art Pepper – sassofono alto
- Bob Cooper – sassofono tenore
- Warner Weidler – sassofono tenore
- Bob Gioga – sassofono baritono
- Laurindo Almeida – chitarra
- Eddie Safranski – contrabbasso
- Shelly Manne – batteria
- Jack Costanzo – bongos[6]